# Idzsevan
Idzsevan (örményül: Իջևան, angolos átírással: Ijevan) Örményország tizedik legnagyobb városa, amely a Gugark-hegység gerincének lábánál és az Aghstev folyó partjánál található és a Tavus tartomány székhelye. Jerevántól 100 km-re északkeletre helyezkedik el, Örményország északkeleti részében, Azerbajdzsántól 20, Grúziától 50 km-re.

## Történelme
Történelmileg a mai Idzsevan területe az Armenia Magna Utik és Gugark tartományainak része volt. 
A Levante és Észak-Kaukázus közötti fontos kereskedelmi útvonalon fekvő Idzsevan vidéke a középkorban számos pihenőnek és karavánszerájnak adott otthont, amelyek pihenőhelyül szolgáltak az arra járó kereskedők és karavánjaik számára a Tbilisziből Dvinbe vezető úton. Egy középkori karavánszeráj maradványai állnak az Aghstev folyó partján, a Hamam-Dzsala nevű helyen.
A kelet-örmény területeket 1501–1502 óta birtokló perzsa uralom alatt az 1780-as években alapították Karavansara falut.
A mai Lori és Tavus tartományok a szomszédos Grúziával együtt 1800–1801-ben az Orosz Birodalom részei lettek.
Örményország 1918-as függetlenségét követően Karavanszara nevét 1919-ben Idzsevánra változtatták. 1920. november 29-én Idzsevan és Nojemberian voltak az első örmény települések, amelyek szovjet uralom alá kerültek, miután a Vörös Hadsereg Azerbajdzsánból megszállta az ország északkeleti részét. 1930-ban az újonnan alakult Idzsevan rajon központja lett.
1951-ben megnyílt az idzseváni bor- és borpárlat üzem, majd az 1959–65 között megépült a szőnyeggyár. Az ipari szektor fokozatos fejlődésével Idzsevan 1961-ben városi rangot kapott.
Örményország 1991-es függetlenségét követően, az 1995-ös közigazgatási reform után Idzsevan az újonnan alapított Tavus tartomány székhelye lett.

## Közlekedés

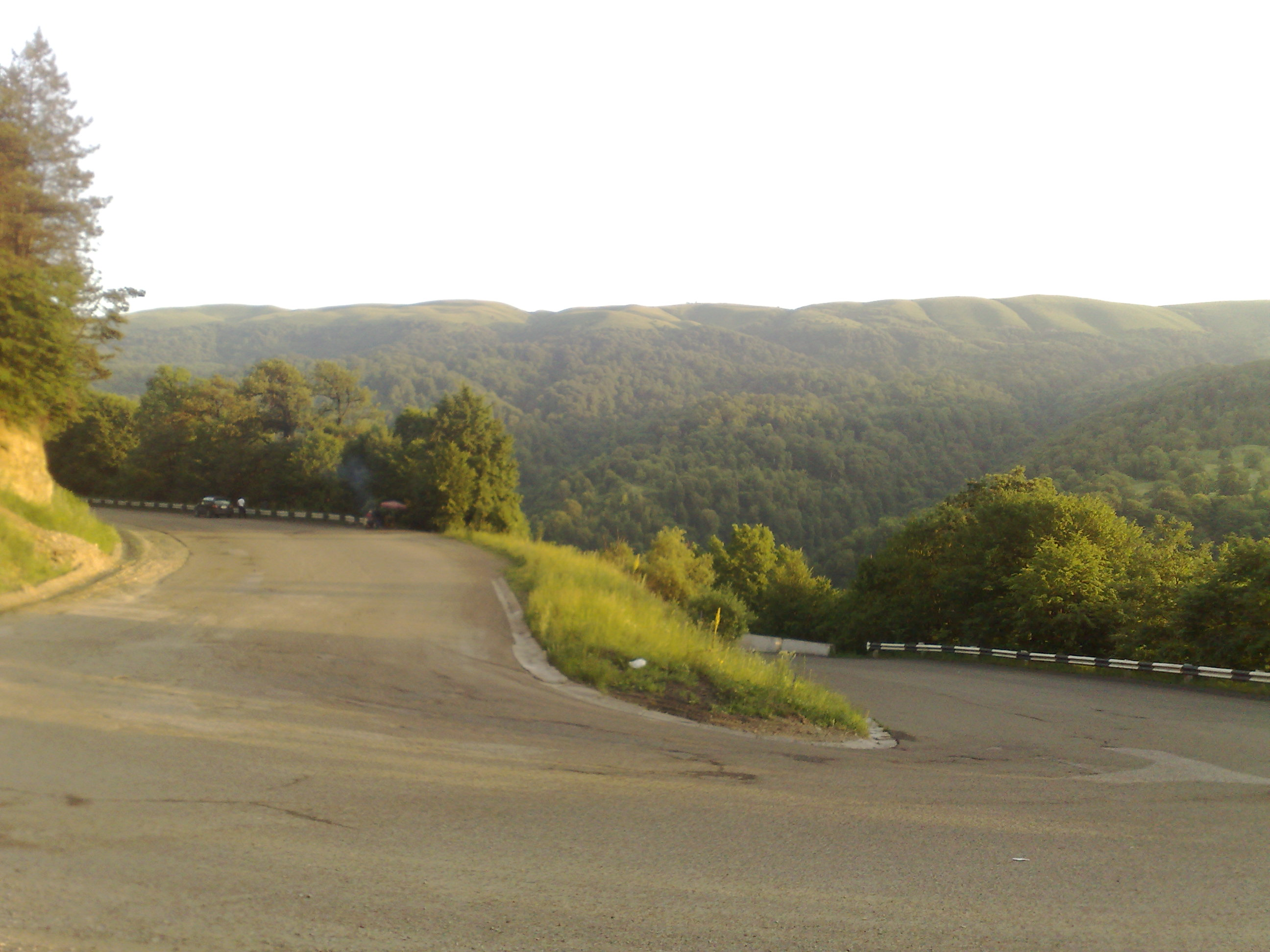
Az M4-es autópálya Idzsevan és Dilidzsan

Idzsevan az M4-es autópályán (Մ4) keresztül kapcsolódik a fővároshoz és a többi örmény városhoz. Az autópálya a várostól 16 km-re északkeletre halad át az örmény–azerbajdzsáni határon. Emellett a H36-os út (Հ36), valamint a Grúzia és Örményország közötti összeköttetést biztosító vasútvonal. 
Belföldön Idzsevan regionális utak hálózatán keresztül kapcsolódik Tavush tartomány környező városaihoz és falvaihoz.
Az 1980-as évek végén a városnak vasútállomása volt a Jereván és az azerbajdzsáni Gandzsa közötti vonalon. A Szovjetunió felbomlása után az állomást a mai napig bezárták, vasúti járat nélkül, bár a vonal 2021-től történő újranyitásának lehetőségét fontolgatják.

## Népesség
A 2011-es népszámláláskor a város lakossága 21.081 volt, ezzel a tartomány legnépesebb, és Örményország 10. legnépesebb városa.

## Oktatás
Idzsevánban 6 iskola és 3 óvoda található.
A városban működik az 1994–95-ös tanévtől a Jereváni Állami Egyetem Idzsevan kampusza. 2016 és 2017 között több mint 700 hallgatóval az idzseváni kampusz 4 karnak (Természettudomány, Bölcsészettudomány, Közgazdaság, Alkalmazott művészetek) ad otthont.

## Sport

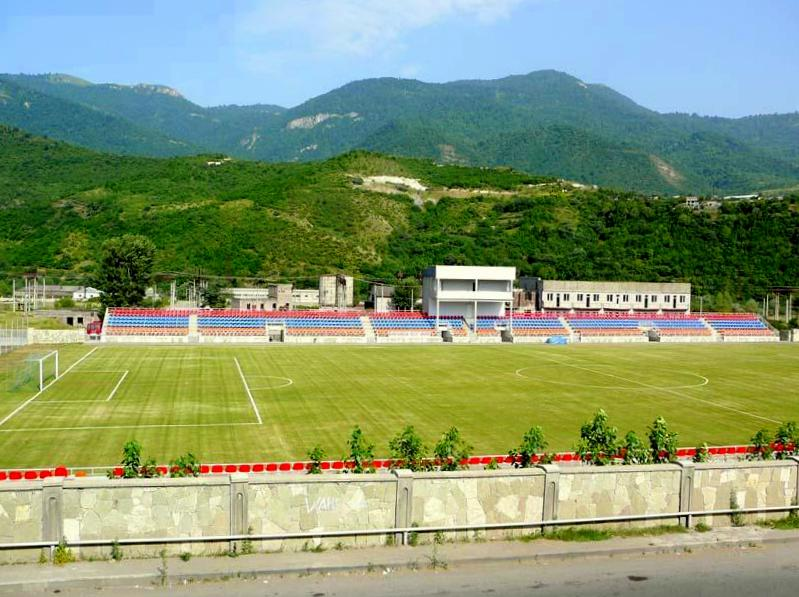
Arnar Stadion

A 2007-ben épült az Arnar Stadion, amely 2008-ban adott otthont az Örmény Függetlenségi Kupa döntőjének. Ez volt első és mindeddig egyetlen alkalom, hogy a fővároson kívül tartották a sporteseményt.
Az FC Bentonit Ijevan volt a város egyetlen profi futballklubja, amely 2007-ben anyagi nehézségek miatt feloszlott. Jelenleg a településen működik egy 19 éven aluliak futballklubja, az FC Nikarm, amely 2000 óta működik.
A városban az önkormányzat által fenntartott gyermek- és ifjúsági sportiskola működik.
Az évente megrendezésre kerülő MultiForce terepversenyek nemzetközi versenyének helyszíne, amelyre Örményországból és a környező országokból vonzzák a résztvevőket.

## Híres szülöttei, lakói
- Itt született Nikol Pasinján, Örményország jelenlegi (2018-) miniszterelnöke.

## Fordítás
Ez a szócikk részben vagy egészben  az   Ijevan című angol Wikipédia-szócikk fordításán alapul.  Az eredeti cikk szerkesztőit annak laptörténete sorolja fel. Ez a jelzés csupán a megfogalmazás eredetét és a szerzői jogokat jelzi, nem szolgál a cikkben szereplő információk forrásmegjelöléseként.